# Linda Jakab Nørgaard
Linda Jakab Nørgaard (født 1976 i Aalborg) er en dansk forfatter, redaktør og gymnasielærer.
Linda Nørgaard, der er cand.mag. i klassisk filologi, debuterede som digter i Hvedekorn nr. 2, 2005, har skrevet to romaner og adskillige digtsamlinger, samt været redaktør af en række digtsamlinger og en novellesamling. Hun deltager desuden jævnligt i poetry slam.
2006-2009 var hun formand for Forn Siðr. Hun sidder i dag i bestyrelsen i Nordisk Skik.
I maj 2012 fik hun en del medieopmærksomhed for at tweete under fødslen af sit tredje barn.
Hun har desuden udgivet digtsamlinger online og været forfatter af web-tegneserien Spelt-segmentet, der blev tegnet af Kaj Framke.

## Værker
- Staccato - et hundrede digte, (red.), Undergrundsforlaget Lyrica, 1998
- Allegro : niogtres digte, (red.), Undergrundsforlaget Lyrica, 2004
- Den gennemsigtige tid (m. Bo Gorzelak Pedersen), Edition Tiger, 2006, ISBN 87-989294-1-0
- Dét, vi sagde gælder (red.), Poetklub Århus, 2008, ISBN 978-87-992296-0-4
- Kræn Vesters kravetag, Books on Demand, 2011, ISBN 978-87-7114-086-6
- Sølvbyen og andre Helsingør-noveller (red.), Siesta, 2011, ISBN 978-87-92539-72-4
- Sådan får du et nemt barn - essays om integritet og minimalistisk forældreskab, e-bog på eget forlag, 2013, ISBN 9788799487011
- Sortemesse, EgoLibris, 2014, ISBN 9788799487035
- Hvis jeg kunne ville jeg skrive dig ud af historien, EgoLibris, 2014, ISBN 9788799487035
- Staycation, Ræverød, 2021
- Format, Edition Tiger, 2024

### Online
- Landskaber af hash Arkiveret 12. august 2014 hos  Wayback Machine (m. Steffen Baunbæk), digte
- Hybenblod, digte
- Spelt-segmentet (forfatter 2011-2013[4]), tegneserie

## Eksterne links
- Linda Nørgaard's blog om minimalisme Arkiveret 31. august 2014 hos  Wayback Machine
- Linda Nørgaard på Twitter